# Cryphaea gorveana
Cryphaea gorveana là một loài rêu trong họ Cryphaeaceae. Loài này được Mont. mô tả khoa học đầu tiên năm 1845.